# حوزه انتخابیه سروستان، خرامه و کوار
حوزهٔ انتخاباتی سروستان، خرامه و کوار یکی از حوزه از حوزه‌های استان فارس برای انتخابات مجلس شورای اسلامی است. این حوزه به مرکزیت سروستان، ۱ نماینده دارد.

## مجلس شورای اسلامی

### نمایندهدوره اول(۷ خرداد ۱۳۵۹ - ۶ خرداد ۱۳۶۳)
محمدامین سازگارنژاد

### نمایندهدوره دوم(۷ خرداد ۱۳۶۳ - ۶ خرداد ۱۳۶۷)
مهدی قائمی‌فرد

### نمایندهدوره سوم(۷ خرداد ۱۳۶۷ - ۶ خرداد ۱۳۷۱)
احمد خارستانی

### نمایندهدوره چهارم(۷ خرداد ۱۳۷۱ - ۶ خرداد ۱۳۷۵)
اسماعیل نوروزی

### نمایندهدوره پنجم(۷ خرداد ۱۳۷۵ - ۶ خرداد ۱۳۷۹)
مصطفی زارعی

### نمایندهدوره ششم(۷ خرداد ۱۳۷۹ - ۶ خرداد ۱۳۸۳)
سعدالله روستا طسوجی

### نمایندهدوره هفتم(۷ خرداد ۱۳۸۳ - ۶ خرداد ۱۳۸۷)
زین‌العابدین طهماسبی سروستانی

### نمایندهدوره هشتم(۷ خرداد ۱۳۸۷ - ۶ خرداد ۱۳۹۱)
نصرالله کوهی باغ‌اناری

### نمایندهدوره نهم(۷ خرداد ۱۳۹۱ - ۶ خرداد ۱۳۹۵)
داریوش اسماعیلی

### نمایندهدوره دهم(۷ خرداد ۱۳۹۵ - ۶ خرداد ۱۳۹۹)
داریوش اسماعیلی

### نمایندهدوره یازدهم(۷ خرداد ۱۳۹۹ - ۶ خرداد ۱۴۰۳ )
عبدالعلی رحیمی مظفری

### نمایندهدوره دوازدهم(۷ خرداد ۱۴۰۳ - پایان تصدی )
غلامرضا توکل شوریجه

## پی‌نوشت و منبع
- «جدول حوزه‌های انتخابیه در انتخابات دهمین دورهٔ مجلس شورای اسلامی» (PDF). مرکز پژوهش و سنجش افکار صدا و سیما. بایگانی‌شده از اصلی (PDF) در ۵ اكتبر ۲۰۱۸. دریافت‌شده در ۱۸ ژوئیه ۲۰۱۶. تاریخ وارد شده در |archive-date= را بررسی کنید (کمک)